# ريوسوكي أوكونو
ريوسوكي أُوكونو (باليابانية: 奥野 僚右) (13 نوفمبر 1968 في كيوتو في اليابان – )؛ هو لاعب كرة قدم ياباني سابق كان يلعب كمدافع.

## وصلات خارجية
- ريوسوكي أوكونو على موقع رابطة كرة القدم اليابانية للمحترفين (اليابانية)
- ريوسوكي أوكونو على موقع قاعدة بيانات كرة القدم.إي يو (الإنجليزية)
- ريوسوكي أوكونو على موقع Soccerway.com (الإنجليزية)
- ريوسوكي أوكونو على موقع عالم كرة القدم.نت (الإنجليزية)